# Justicia cuixmalensis
Justicia cuixmalensis är en akantusväxtart som beskrevs av T.F.Daniel och E.J.Lott. Justicia cuixmalensis ingår i släktet Justicia och familjen akantusväxter. Inga underarter finns listade i Catalogue of Life.